# Jörgen Pettersson
Jörgen Pettersson (Lackalange, Suecia, 29 de septiembre de 1975) es un ex-futbolista sueco, se desempeñaba como delantero. Con la selección de fútbol de Suecia jugó una Eurocopa.

## Clubes
| Club                     | País      | Año         | Partidos | Goles |
| Malmö FF                 | Suecia    | 1991 - 1995 | 60       | 32    |
| Borussia Mönchengladbach | Alemania  | 1995 - 1999 | 144      | 32    |
| 1. FC Kaiserslautern     | Alemania  | 1999 - 2002 | 67       | 15    |
| FC Copenhague            | Dinamarca | 2002 - 2004 | 32       | 6     |
| Landskrona BoIS          | Suecia    | 2004 - 2008 | 91       | 23    |

- Datos: Q177434